# 皮奥伊州卡贝塞拉斯
皮奥伊州卡贝塞拉斯（葡萄牙語：Cabeceiras do Piauí）是巴西皮奥伊州的一个市镇。总面积608.505平方公里，总人口9434人，人口密度15.5人/平方公里。